# 伯爵城堡 (莱顿)

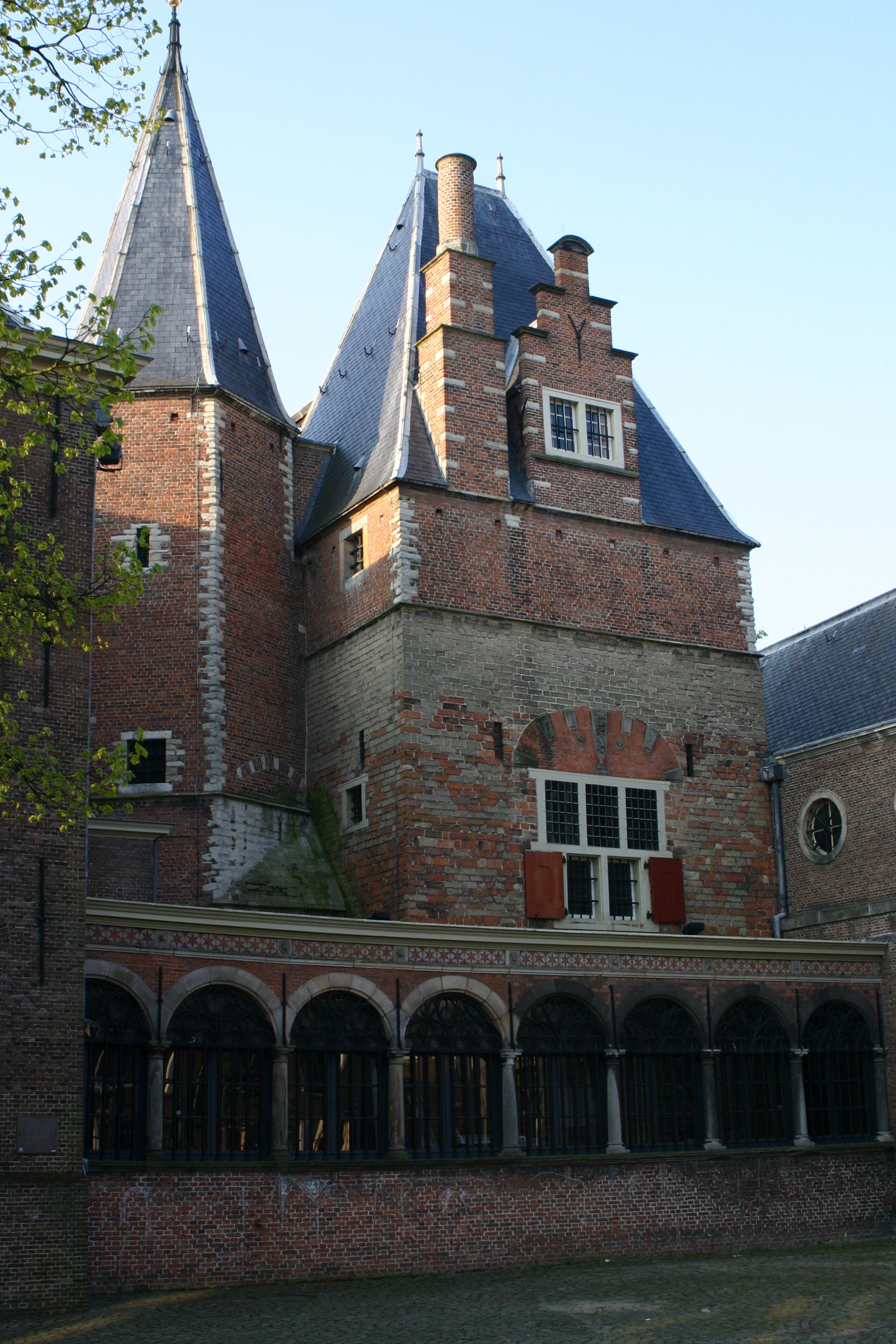
伯爵城堡综合楼中最古老的部分

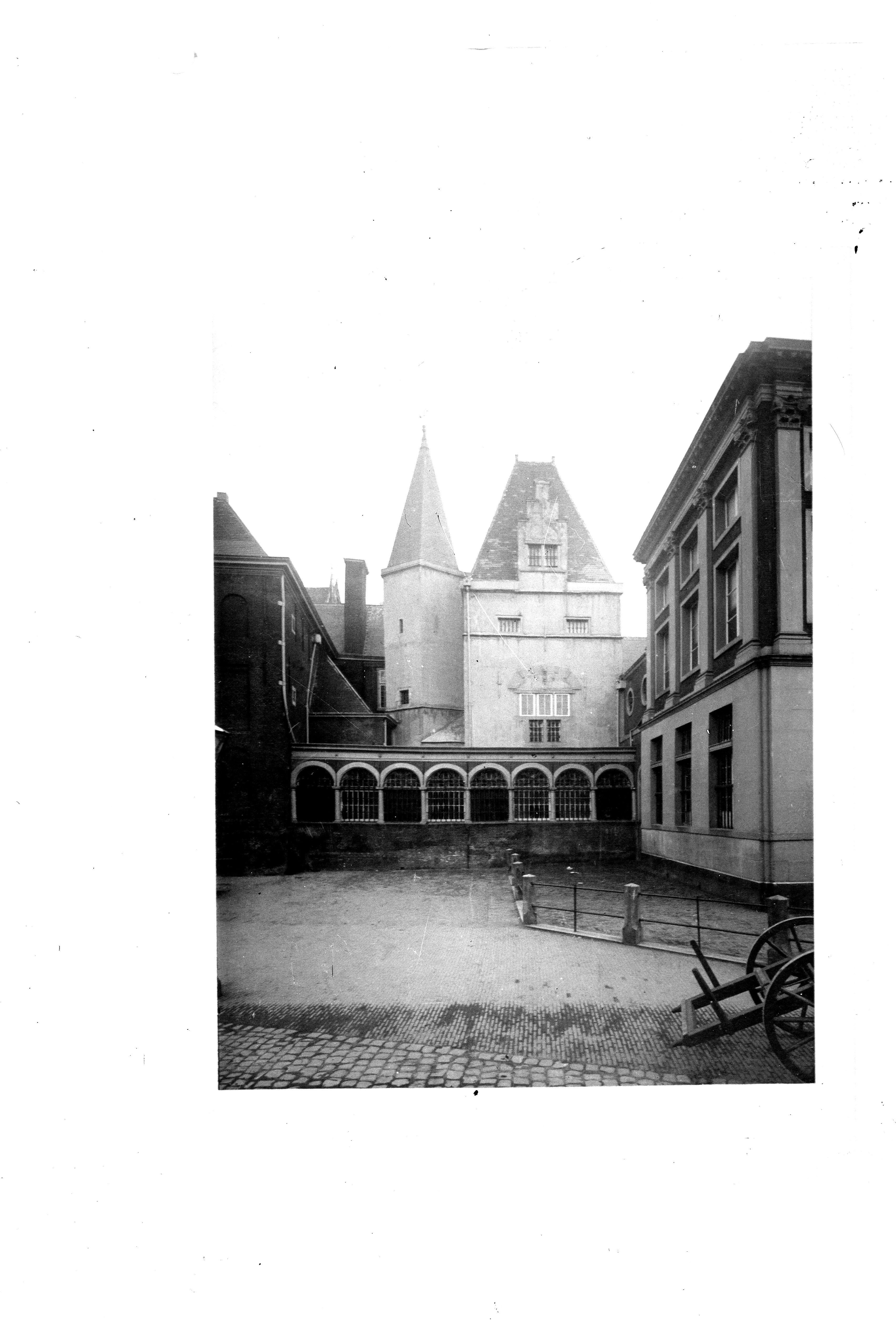
伯爵城堡

伯爵城堡（荷蘭語：Gravensteen）是一座位于荷兰南荷兰省莱顿的古迹。
多年来，该建筑曾充过多种功用，包括住宅，监狱，书店以及大学建筑。

## 历史
该建筑始建于13世纪早期。起初它是荷兰伯爵（de graven van Holland）的（私人）监狱，当时伯爵们经常住在邻近的带防御工事的农场（Huize Lokhorst）中。1463年，好人菲利普（Filips de Goede）将该房产售予莱顿市，此后它便成为莱茵兰的监狱（gevangenis voor Rijnland）以及市立监狱（stedelijke gevangenis）。死刑（通常为斩首）此后即在该建筑前环水的空地上举行。1556年，该建筑扩建至先前的一片空地上。1598年该监狱加了律狱（tuchthuis），1655年则加了纺织监狱（spinhuis）及锉木监狱（rasphuis）（参见“锉木监狱 (阿姆斯特丹)”（rasphuis (Amsterdam)）。最终于1672年一个新的法庭（vierschaar）（宣判之场所）建成了。在19世纪末，该建筑很快便过时了。在此最后一次执行死刑是在1853年。
1955年，该建筑获得了新任务：充作书店。很快，该建筑的功能再次改变。莱顿大学因用房紧张而将该建筑派上了用场。法律系的法律史（Rechtsgeschiedenis）部门占用了这个富有历史性的地方。自2001年起，莱顿大学管理学院占用了此地开设国际硕士课程。后该处又被莱顿大学国际学生处使用至今。